# Lionel Livio
Lionel Livio, né en 1956, est un ancien joueur français de basket-ball.

## Biographie
Le jeune Lionel Livio arrive au Limoges CSP en 1978, en même temps que Richard Dacoury. Les dirigeants du Cercle Saint-Pierre tiennent un jeune prometteur. Le CSP joue la carte jeune pour son maintien en N1. Durant deux saisons, Lionel Livio connaît le difficile apprentissage de Limoges au sein de l'élite. Il tourne durant ses deux saisons chez les Verts de Limoges, autour de 5 points par match en N1. Désireux de jouer un peu plus, il décide de jouer avec l'USO Orléans (de 1981 à 1984) qui joue alors en N2. Puis il va jouer dans l'autre équipe d'Orléans, l'Arago Orléans (de 1984 à 1986) qui joue alors en N3. Enfin en 1990, il joue à l'ABC Saint-Jean-de-Braye (N2) puis en 1991, il termine sa carrière de basketteur, toujours près d'Orléans, avec le petit club de Saint-Ay.